# Копа (Байганинский район)
Копа (каз. Қопа) — село в Байганинском районе Актюбинской области Казахстана. Входит в состав Копинского сельского округа. Код КАТО — 153643400.

## Население
В 1999 году население села составляло 176 человек (92 мужчины и 84 женщины). По данным переписи 2009 года, в селе проживал 261 человек (130 мужчин и 131 женщина).